# Karl Eugen av Württemberg

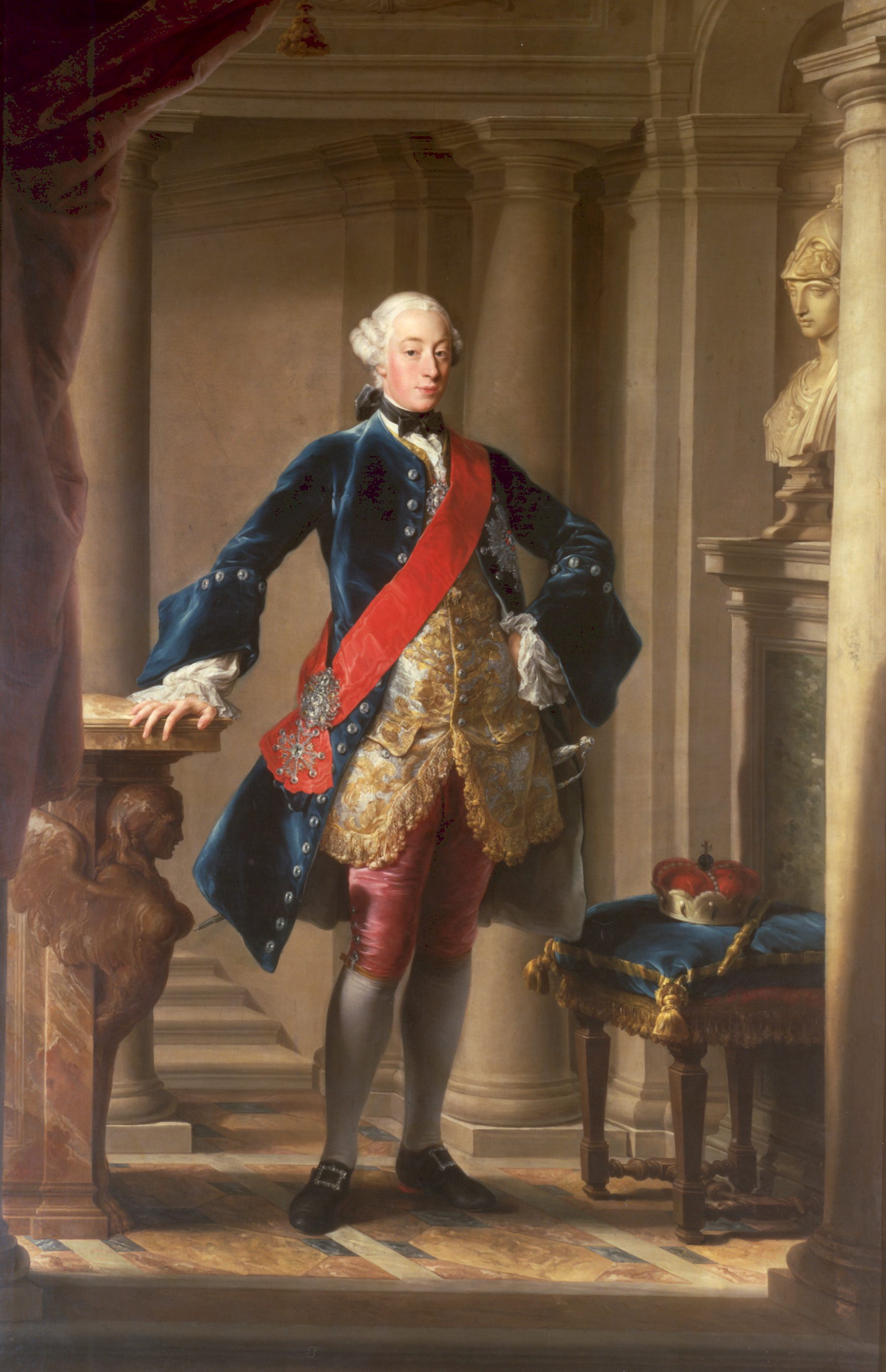
Hertig Karl Eugen av Württemberg.

Karl Eugen av Württemberg, född 11 februari 1728, död 24 oktober 1793, var en württembergsk hertig, regent 1737-93.
Karl Eugen efterträdde 1737 fadern, Karl Alexander av Württemberg. Han var begåvad men tygellös, och regerade despotiskt och slösaktigt efter sin myndighet vid 17 års ålder, under inflytande av en trångsynt byråkrati. Efter sin 1:a makas, Elisabeth Fredrika Sofia av Brandenburg-Bayreuth död gifte han sig 1785 med sin älskarinna Franziska von Hohenheim. Karl Eugen grundlade Karlskolan i Stuttgart och byggde lustslottet Hohenheim.